# Mantela širokoprstá
Mantela širokoprstá (Mantella laevigata) je druh žáby z čeledi mantelovití (Mantellidae) a rodu mantela (Mantella), jenž popsali Paul A. Methuen a John Hewitt v roce 1913.

## Výskyt a stav populace
Relativně široce obývá severovýchod ostrova Madagaskar, přičemž ji lze nalézt od hladiny moře až do nadmořské výšky 600 m n. m. Druh je ve svém areálu výskytu hojný, žije v areálu výskytu o rozloze přes 33 700 km2. Populace nicméně klesá, především následkem lidské činnosti spojené se ztrátou přirozeného prostředí. Druh obecně ohrožuje primárně úbytek biotopů z různých příčin, v malé míře rovněž odchyt pro obchod se zvířaty. U mantel na Madagaskaru byla zjištěna nákaza plísní Batrachochytrium dendrobatidis, avšak nezpůsobila větší škody.
Mezinárodní svaz ochrany přírody tento druh považuje za málo dotčený, převážně díky velké populaci a širokému areálu distribuce, který se táhne i přes národní parky, jako je Národní park Marojejy. Mantela širokoprstá je zapsána do druhé přílohy Úmluvy o mezinárodním obchodu s ohroženými druhy volně žijících živočichů a rostlin. Žába dává přednost tropickým deštným lesům, obzvláště hojná je v bambusových lesích.

## Popis a chování
Mantela širokoprstá je středně velkým druhem mantely, její štíhlé tělo dosahuje rozměrů asi 22 až 29 mm. Zbarvení je žluté na hlavě a přední části zad, zbytek těla včetně boků je tmavý. Končetiny jsou obvykle zabarveny černě, avšak občas mohou být hnědavého zbarvení. Na břiše může žába mít modré nebo šedé skvrny. Skvrny modré barvy lze nalézt rovněž na konečcích prstů, které jsou zvětšené, což pomáhá žábě šplhat po stromech; na rozdíl od ostatních mantel není pouze zemní, což z ní činí výjimku.
Mantely širokoprsté byly pozorovány v až 4metrové výšce, často je lze nalézt ve vodou naplněných stromových nebo bambusových dutinách. Druh se nezdá být agresivní. Dutinu obvykle obývá více mantel, výjimkou není ani koexistence s jinými druhy žab, jako s malgaškou velkou (Platypelis grandis), malgaškou proužkovanou (Plethodontohyla notosticta) a malgaškou rosničkovitou (Anodonthyla boulengerii). V dutinách se mantely i rozmnožují, samice klade jednotlivě nad vodní hladinu vajíčka, ze kterých se do dvou dnů začínají vyvíjet zárodky. Každou dutinu obývají jeden až dva pulci, samice jim někdy může poskytnout neoplodněná vajíčka coby potravu.

## Chov v zajetí
Mantely širokoprsté je vhodné v zajetí chovat ve vertikálně položeném teráriu o teplotě 20 °C až 26 °C s dostatkem přírodního podkladu. Stromové dutiny by měly být tvořeny bambusovými tyčemi, ale posloužit může i krabička od filmu.